# Čas pravdy
Čas pravdy (v anglickém originále When the Bough Breaks) je americký dramatický film z roku 1994. Režisérem filmu je Michael Cohn. Hlavní role ve filmu ztvárnili Ally Walker, Martin Sheen, Ron Perlman, Tara Subkoff a Robert Knepper.

## Obsazení
| Ally Walker      | Audrey Macleah                   |
| Martin Sheen     | kapitán Swaggert                 |
| Ron Perlman      | Douglas Eben                     |
| Tara Subkoff     | Jordan Thomas/Jennifer Lynn Eben |
| Robert Knepper   | Jimmy Creedmore                  |
| Scott Lawrence   | seržant Footman                  |
| John P. Connolly | seržant Belvin                   |